# Лемешенко, Евгений Олегович
Евгений Олегович Лемешенко (укр. Євгеній Олегович Лемешенко; 5 октября 1995, Светловодск — 15 сентября 2024, Обуховка) — украинский военнослужащий, старшина первой статьи, участник российско-украинской войны. Герой Украины (2024, посмертно).

## Биография
Родился 5 октября 1995 года в городе Светловодск Кировоградской области. В 1998 году вместе с семьёй переехал в город Фастов Киевской области.
Окончил среднюю школу №3 в Фастове в 2013 году. С детства занимался рукопашным боем в молодёжном военно-патриотическом спортивном клубе «Каскад», где впоследствии стал инструктором и проводил занятия с детскими группами.
Был активным членом скаутской организации «Пласт», где в 2013 году принял присягу и стал руководителем отделения в Фастове.
Получил высшее образование по специальности инженер-механик в Национальном университете пищевых технологий и по специальности учитель физкультуры в Национальном университете имени Григория Сковороды.
С сентября 2021 года работал учителем физической культуры и спорта в средней школе №7 города Фастов.
С началом полномасштабного вторжения России в Украину в 2022 году добровольно вступил в 208-й батальон территориальной обороны. Позже служил в 250-м батальоне ТРО в разведывательном взводе.
После прохождения курса подготовки Сил специальных операций (Q-курс) начал службу в 73-м морском центре ССО, где стал командиром группы.
В марте 2024 года возглавил группу спецназначения 2-й команды 1-го отряда 73-го морского центра ССО, успешно выполнявшую задачи в дельте Днепра.
Погиб 15 сентября 2024 года в районе населённого пункта Обуховка Курской области во время выполнения боевого задания.
Похоронен в Фастове.

## Награды
- Звание «Герой Украины» с удостоением ордена «Золотая Звезда» (6 февраля 2025, посмертно) — за личное мужество и героизм, проявленные в защите государственного суверенитета и территориальной целостности Украины, верность военной присяге[2].